# Masia de Penyafel
La masia de Penyafel o castell de Penyafel és un edifici de Santa Margarida i els Monjos (Alt Penedès) declarat bé cultural d'interès nacional.

## Descripció
La masia de Penyafel, situada al costat de la capella del mateix nom, és un edifici de planta rectangular format per planta baixa, pis i golfes. S'hi accedeix per dues portes, l'una a través d'un baluard i l'altra oberta a la part posterior de l'edifici. La primera planta mostra grans finestrals rectangulars emmarcats per carreus de pedra picada. Les golfes es troben totalment recorregudes per obertures d'arc de mig punt. La coberta, a quatre vessants, és de teula àrab. La construcció és de maçoneria amb carreus de pedra picada a les cantonades i als marcs de les finestres. El recinte inclou altres dependències.

## Història
Els documents conservats a l'arxiu parroquial permeten situar els orígens de Penyafel en l'època medieval, tot i que alguns dels elements de la masia corresponen a etapes posteriors. A aquestes modificacions en el temps correspondria la inscripció del 1696 que apareix en una de les façanes.
La masia de Penyafel va ser una de les propietats destacades del vast patrimoni de la família Macià. Pels successius matrimonis, la masia va passar als Saavedra al 1959 i als Álvarez al 1993.